# Kurouji Keisuke
Keisuke Kurouji (sinh ngày 6 tháng 4 năm 1991) là một cầu thủ bóng đá người Nhật Bản.

## Sự nghiệp câu lạc bộ
Keisuke Kurouji đã từng chơi cho YSCC Yokohama.